# Unternehmen Berlin

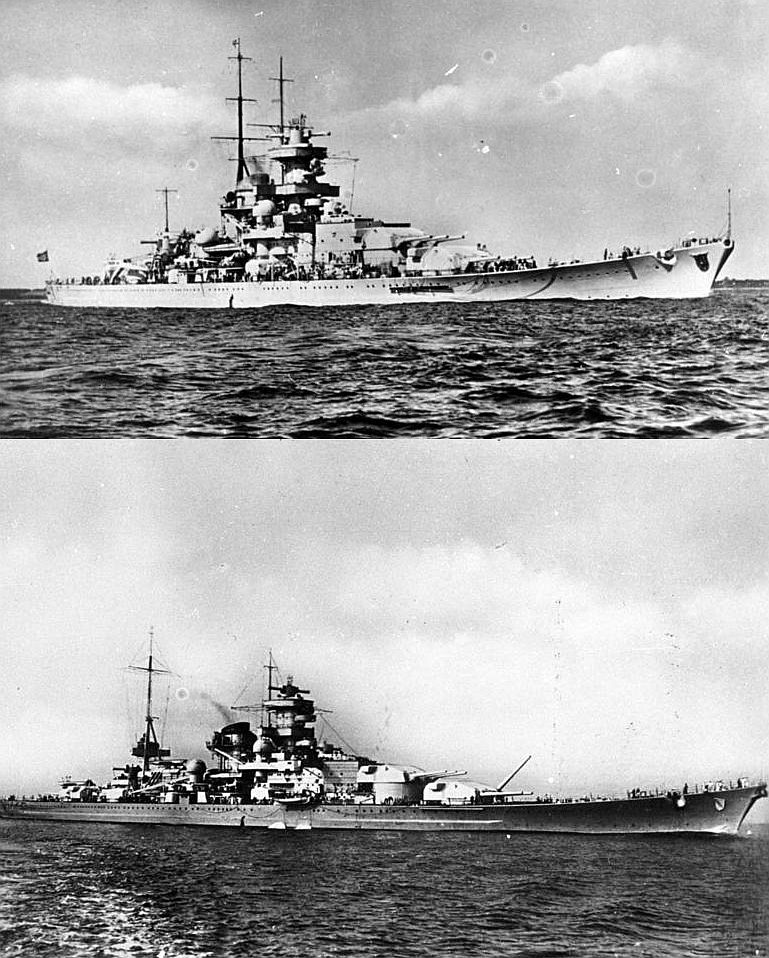
Die Schlachtschiffe Gneisenau und Scharnhorst

Das Unternehmen Berlin war eine Operation der Kriegsmarine im Zweiten Weltkrieg. Dabei kreuzten die Schlachtschiffe Gneisenau und Scharnhorst im Nord- und Mittelatlantik, um alliierte Geleitzüge abzufangen und Frachtschiffe zu versenken. Vom 22. Februar bis zum 16. März 1941 wurden so 22 Frachtschiffe mit 115.622 BRT versenkt oder erbeutet.

## Verlauf
Nachdem die Gneisenau und die Scharnhorst heimische Gewässer mit Kurs Norwegen verlassen hatte, erlitt die Gneisenau am 28. Dezember 1940 vor Norwegen schwere Seeschäden. Daraufhin beorderte die Seekriegsleitung beide Schlachtschiffe wieder zurück in die Heimat.
Am 22. Januar 1941 erfolgte dann von Kiel (Lage) aus die Fahrt in Richtung Norden. Die Gneisenau führte Kapitän zur See Fein, während auf der Scharnhorst Kapitän zur See Hoffmann die Verantwortung trug. Die gesamte Operation leitete Admiral Lütjens, der sich zusammen mit Kapitän zur See Netzbandt, dem Chef des Stabes des Flottenkommandos, auf der Gneisenau eingeschifft hatte.
Als die Schiffe den Großen Belt (Lage) passierten, erhielt die britische Royal Navy Kenntnis vom Auslaufen. Aufgrund dessen lief am 25. und 26. Januar die Home Fleet aus Scapa Flow (Lage) mit den Schlachtschiffen Nelson und Rodney, dem Schlachtkreuzer Repulse, acht Kreuzern und elf Zerstörern aus. Diese bildeten eine Sicherungslinie südlich von Island. Als die Gneisenau und die Scharnhorst in der Nacht zum 28. Januar den ersten Versuch unternahmen, die Sicherungslinie unbemerkt zu durchfahren, wurden sie vom britischen Kreuzer Naiad gesichtet. Daraufhin drehten beide deutsche Schlachtkreuzer bei und fuhren mit Höchstgeschwindigkeit zurück ins Nordmeer. Die Naiad verlor dadurch den Sichtkontakt. Anschließend versorgten sich die Gneisenau und die Scharnhorst beim Begleittanker Adria. In der Nacht vom 3. zum 4. Februar erreichten beide Schiffe, durch die Dänemarkstraße (Lage) fahrend, ungesehen den offenen Atlantik.

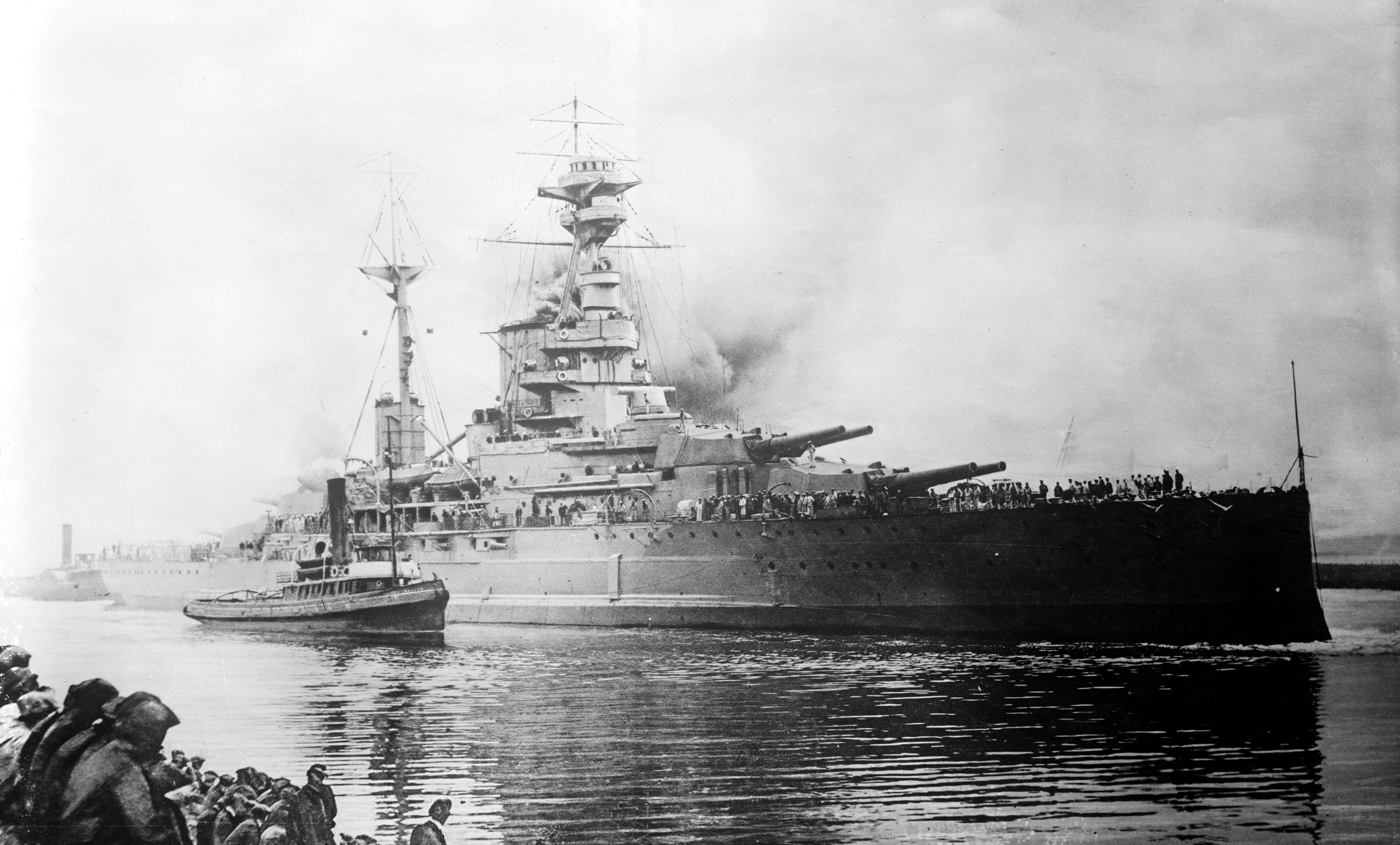
Schlachtschiff Ramillies

Nachdem sie sich am 5. Februar beim Tanker Schlettstadt versorgt hatten, kreuzten die beiden Schlachtschiffe auf den britischen Geleitzugsrouten im Nordatlantik. Dort suchten sie den vom deutschen Marinenachrichtendienst gemeldeten Geleitzug HX 106. Als sie am 8. Februar östlich von Neufundland Sichtkontakt zum HX 106 herstellten, wurde dieser vom britischen Schlachtschiff Ramillies begleitet. Da Admiral Lütjens Befehl hatte, den Kampf mit britischen Großkampfschiffen zu vermeiden, drehten beide Schlachtschiffe bei. Anschließend versorgten sie sich vom 15. bis 17. Februar bei den Tankern Esso Hamburg und Schlettstadt. Danach suchten sie ohne Erfolg den gemeldeten Geleitzug HX 111.
Am 22. Februar stießen die Gneisenau und die Scharnhorst etwa 500 Seemeilen östlich von Neufundland auf alliierte Frachtschiffe. Die überwiegend britischen Frachter gehörten einem ehemaligen ostwärts fahrenden Geleitzug an, der zuvor aufgelöst worden war. Aufgrund dessen waren keine alliierten Geleitschiffe in der Nähe. Die meisten Schiffe fuhren ohne Ladung. Ohne Gegenwehr versenkten die Schlachtschiffe mit ihrer Artillerie die Frachter Kantara, A D Huff, Harlesden, Trelawny und den Tanker Lustrous. Die meisten Besatzungsmitglieder nahmen sie gefangen. Da die Trelawny noch eine Funkmeldung absetzen konnte, hatte die Royal Navy jetzt wieder den Standort der Schlachtschiffe. Admiral Lütjens, der von der abgesetzten Funkmeldung wusste, entschied sich daraufhin in den Mittelatlantik zu laufen. Zwischendurch, vom 26. Februar bis 28. Februar, trafen sie noch mit den Versorgungstankern Ermland und Friedrich Breme zusammen, übernahmen 7500 Tonnen Öl und gaben 180 Gefangene ab.

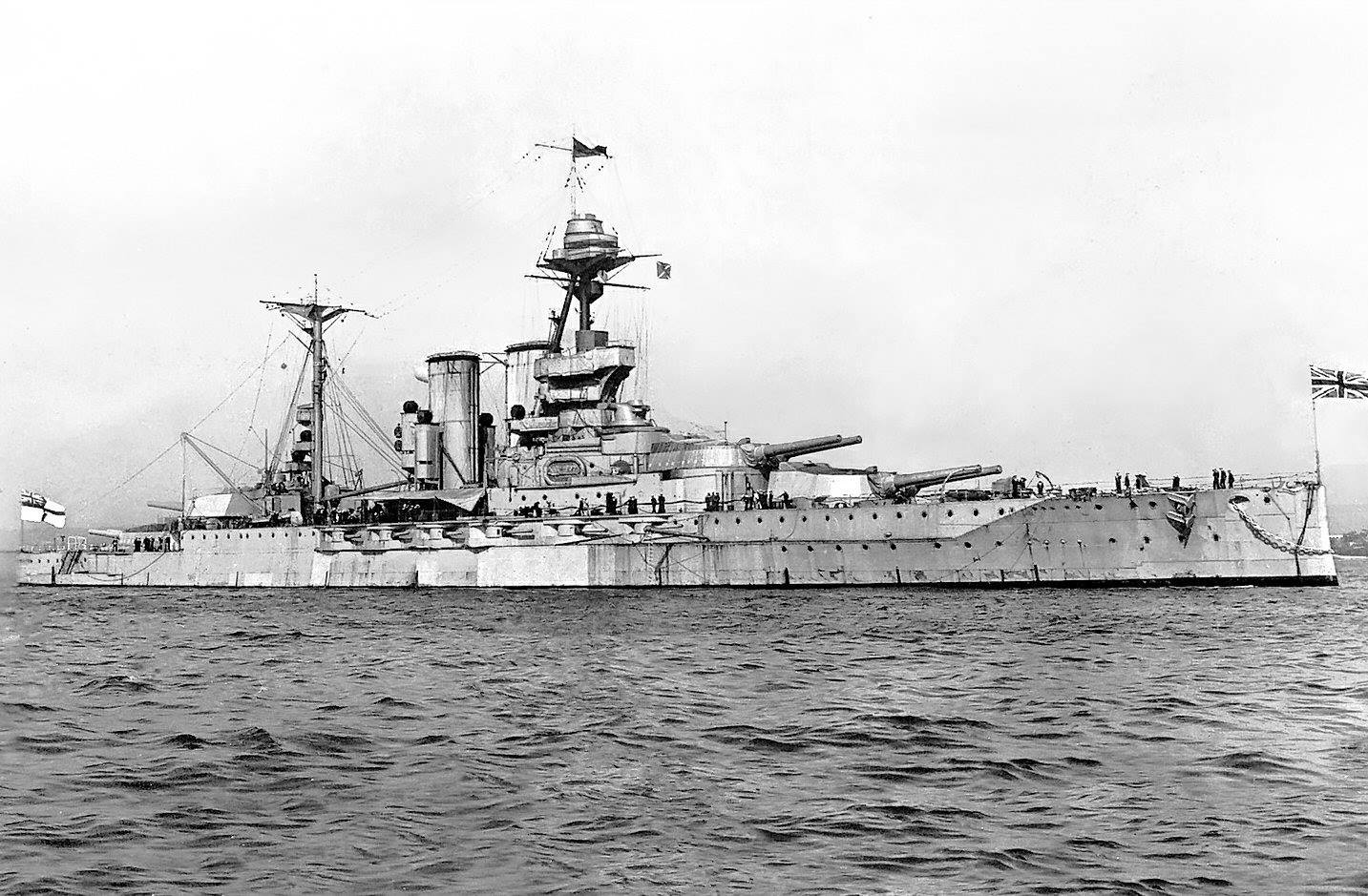
Schlachtschiff Malaya

Am 7. März kreuzten die Gneisenau und die Scharnhorst im Mittelatlantik auf der Route vom Vereinigten Königreich nach Westafrika, um alliierte SL-Geleitzüge aufzuspüren. Dabei nahmen sie, 300 Seemeilen nordostwärts der Kapverden, Sichtkontakt zum Geleitzug SL 67 (Lage) auf, der aus 54 Frachtschiffen bestand und durch das Schlachtschiff Malaya und den Zerstörern Faulknor, Forester sowie der Korvette Cecilia gesichert wurde. Wiederum mieden die beiden Schlachtschiffe befehlsgemäß die Konfrontation mit dem britischen Schlachtschiff und ließen den Konvoi fahren. Aufgrund der Kontaktmeldung erreichten in der Nacht zum 8. März die deutschen U-Boote U 105 und U 124 den Geleitzug und versenkten die britischen Frachter Tielbank (5084 BRT), Nardana (7974 BRT), Harmodius (5229 BRT), Lahore (5304 BRT) und Hindpool (4897 BRT). Nach der Sichtmeldung der Malaya lief am 8. März von Gibraltar die Force H aus und machte sich mit dem Schlachtschiff Renown, dem Flugzeugträger Ark Royal, dem Leichten Kreuzer Arethusa und den Zerstörern Velox und Wrestler auf dem Weg zum Geleitzug.
Die Gneisenau und die Scharnhorst hatten sich aber bereits auf den Weg zu ihren Flottentankern gemacht, als sie am 9. März auf den griechischen Frachter Marathon trafen. Sie versenkten den Alleinfahrer und versorgten sich vom 11. bis 12. März bei der Uckermark und der Ermland, wobei beide Schiffe je 3400 Tonnen Öl übernahmen.

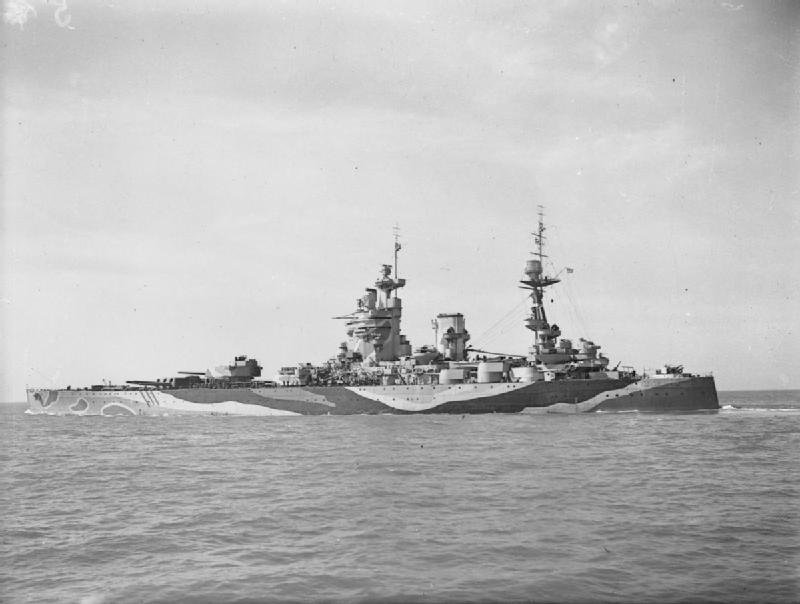
Schlachtschiff Rodney

Auf Meldung des Flottentankers Uckermark erreichten am 15. März die Gneisenau und die Scharnhorst erneut einen aufgelösten Geleitzug. Die ostwärts fahrenden Schiffen, die aus dem Vereinigten Königreich kamen, fuhren ohne Sicherung in Richtung Nordamerika. Ohne Gegenwehr versenkte die Gneisenau am 15. und 16. März mit ihrer Artillerie die Simnia, die Rio Dorado, die Empire Industry, die Myson, die Royal Crown, die Chilean Reefer und die Granli und erbeutete die Tanker Bianca, San Casimiro und Polycarp. Die Scharnhorst versenkte die Athelfoam, die British Strength, die Mangkai, die Silverfir, die Sardinian Prince und die Demeterton. Bei der Rettung von Besatzungsmitgliedern eines versenkten Schiffes wurde die Gneisenau vom britischen Schlachtschiff Rodney überrascht. Die Rodney war eigentlich zur Sicherung des Geleitzugs HX 114 eingeteilt und lief aufgrund der Funkmeldungen der angegriffenen Frachter zu diesen hin. Die Gneisenau konnte die langsamere, aber artilleristisch überlegene Rodney ausmanövrieren und ihr so entkommen. Von den drei erbeuteten Tankern, die mit deutschen Besatzungen ausgestattet wurden, erreichte nur die Polycarp am 24. März die deutschbesetzte französische Atlantikküste. Die beiden anderen wurden am 20. März durch britische Seestreitkräfte aufgespürt und versenkten sich selbst.

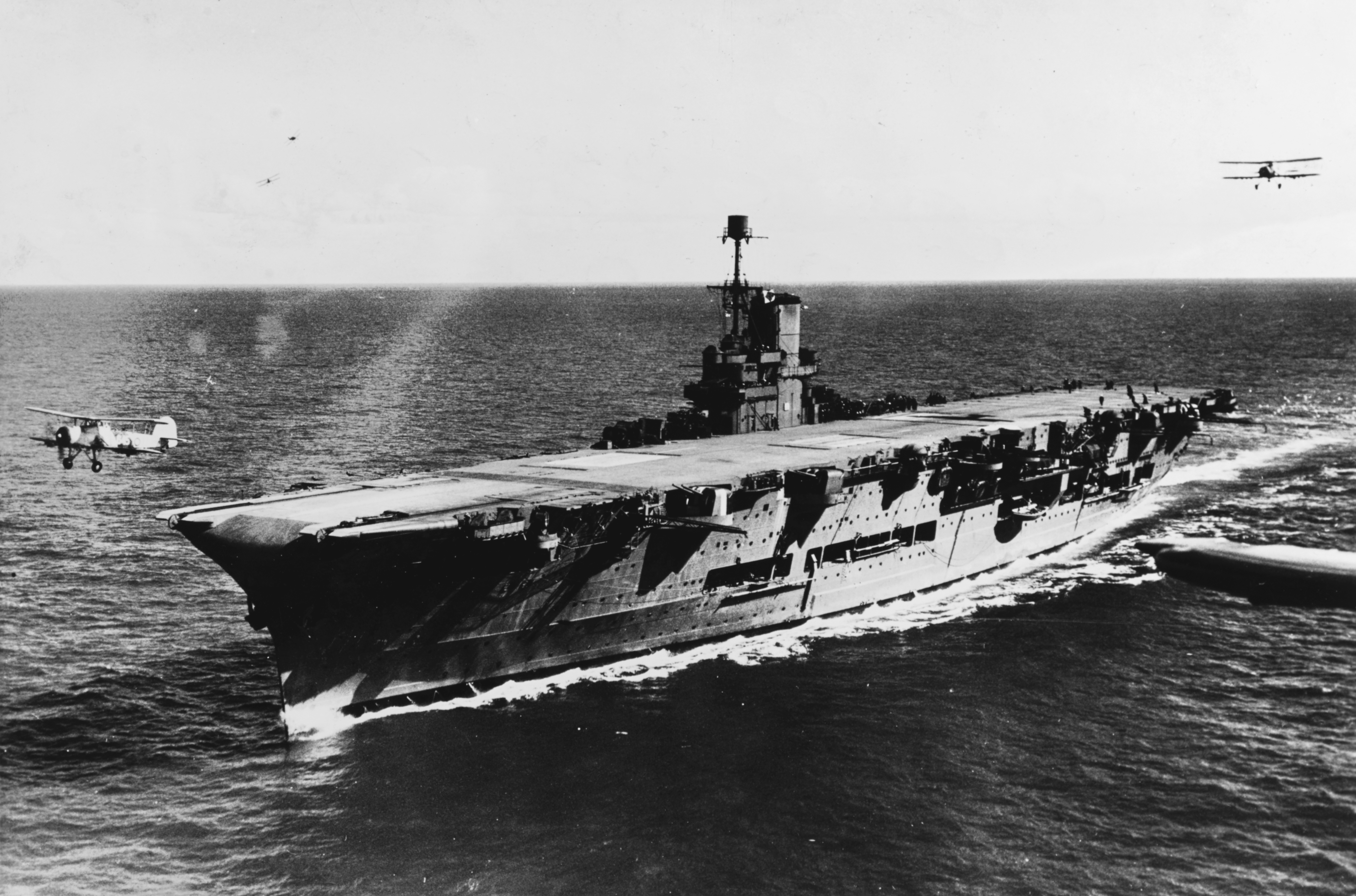
Flugzeugträger Ark Royal

Da die britische Admiralität mit einer baldigen Rückkehr der Gneisenau und der Scharnhorst in einen Hafen rechnete, versuchte sie die Schlachtschiffe an den vermuteten Routen abzufangen. Im Norden, in der Island-Faroer-Passage, setzte sie die Schlachtschiffe Rodney, King George V und Nelson, den Kreuzer Nigeria und zwei Zerstörer ein. In der Biskaya sollte die Force H mit dem Schlachtkreuzer Renown, dem Flugzeugträger Ark Royal und dem Leichten Kreuzer Sheffield den Weg zur französischen Atlantikküste versperren. Am 20. März nachmittags bekam eine Fulmar der Ark Royal Sichtkontakt zu den Schlachtschiffen, die auf dem Weg nach Brest waren. Die Sichtmeldung erreichte die Force H aber verzögert, so dass ein Angriff trotz einer Entfernung von nur 110 Seemeilen nicht mehr möglich war. Auch die auf Kurs gegangenen britischen U-Boote Union, Unbeaten und Tigris erreichten die Schiffe nicht mehr. Am 22. März 1941 liefen die Gneisenau und die Scharnhorst in Begleitung der Torpedoboote Iltis und Jaguar, einiger Sperrbrecher und Minensuchboote in den Hafen von Brest (Lage) ein. Insgesamt versenkten oder erbeuteten sie 22 Frachtschiffe mit 115.622 BRT.

## Versenkte oder erbeutete Schiffe
| Name             | Flagge                 | Vermessung in BRT | Verbleib                                                                     | Verluste                  |
| ---------------- | ---------------------- | ----------------- | ---------------------------------------------------------------------------- | ------------------------- |
| A D Huff         | Vereinigtes Königreich | 6.219             | am 22. Februar von der Gneisenau beschossen und versenkt (Lage)              | 2 Tote                    |
| Athelfoam        | Vereinigtes Königreich | 6.554             | am 15. März von der Scharnhorst beschossen und versenkt (Lage)               | 2 Tote                    |
| Bianca           | Norwegen               | 5.668             | am 15. März von der Gneisenau erbeutet, am 20. März selbstversenkt           | 0 Tote                    |
| British Strength | Vereinigtes Königreich | 7.139             | am 15. März von der Scharnhorst beschossen und versenkt (Lage)               | 2 Tote                    |
| Chilian Reefer   | Vereinigtes Königreich | 1.793             | am 16. März von der Gneisenau beschossen und versenkt (Lage)                 | 9 Tote                    |
| Demerton         | Vereinigtes Königreich | 5.215             | am 16. März von der Scharnhorst beschossen und versenkt (Lage)               | 0 Tote                    |
| Empire Industry  | Vereinigtes Königreich | 3.721             | am 16. März von der Scharnhorst beschossen und versenkt (Lage)               | 0 Tote                    |
| Granli           | Norwegen               | 1.577             | am 16. März von der Gneisenau beschossen und versenkt                        | 0 Tote                    |
| Harlesden        | Vereinigtes Königreich | 5.483             | am 22. Februar von der Gneisenau beschossen und versenkt (Lage)              | 7 Tote                    |
| Kantara          | Vereinigtes Königreich | 3.237             | am 22. Februar von der Gneisenau beschossen und versenkt (Lage)              | 0 Tote                    |
| Lustrous         | Vereinigtes Königreich | 6.156             | am 22. Februar von der Scharnhorst beschossen und versenkt (Lage)            | 0 Tote                    |
| Mangkai          | Niederlande            | 8.298             | am 16. März von der Scharnhorst beschossen und versenkt (Lage)               | 36 Tote                   |
| Marathon         | Griechenland           | 7.926             | am 9. März von der Scharnhorst beschossen und versenkt (Lage)                | 0 Tote                    |
| Myson            | Vereinigtes Königreich | 4.564             | am 15. März von der Gneisenau beschossen und versenkt (Lage)                 | 0 Tote                    |
| Polycarp         | Vereinigtes Königreich | 6.405             | am 15. März von der Gneisenau gekapert, erreichte am 24. März Frankreich     | 0 Tote                    |
| Rio Dorado       | Vereinigtes Königreich | 4.507             | am 15. März von der Gneisenau beschossen und versenkt (Lage)                 | gesamte Besatzung getötet |
| Royal Crown      | Vereinigtes Königreich | 4.388             | am 15. März von der Gneisenau beschossen und versenkt (Lage)                 | 0 Tote                    |
| San Casimiro     | Vereinigtes Königreich | 8.046             | am 15. März von der Gneisenau erbeutet und am 20. März selbstversenkt (Lage) | 0 Tote                    |
| Sardinian Prince | Vereinigtes Königreich | 3.491             | am 15. März von der Scharnhorst beschossen und versenkt (Lage)               | 0 Tote                    |
| Silverfir        | Vereinigtes Königreich | 4347              | am 15. März von der Scharnhorst beschossen und versenkt (Lage)               | 1 Toter                   |
| Simnia           | Vereinigtes Königreich | 6.197             | am 15. März von der Gneisenau beschossen und versenkt (Lage)                 | 3 Tote                    |
| Trelawny         | Vereinigtes Königreich | 4.689             | am 22. Februar von der Gneisenau beschossen und versenkt (Lage)              | 0 Tote                    |